# Emmanuel Parraud
Emmanuel Parraud est un réalisateur français.

## Biographie
Emmanuel Parraud a suivi des études scientifiques avant de s'intéresser au cinéma à 22 ans. Il réalise dès lors plusieurs courts métrages, puis un premier long, Avant-poste, sorti en 2009.
Ses deux premiers longs métrages ont été présentés au Festival de Cannes, dans la programmation de l'ACID : Avant-poste en 2009 et Sac la mort en 2016,.
Son troisième long métrage, Maudit !, tout comme Sac la mort, est tourné à La Réunion entre 2018 et 2019, à Grand Étang et à Saint-Gilles les Hauts. Le film a reçu le prix Aide à la post-production d’Ile-de-France. Il est sélectionné au 37e Festival du film de Turin (sélection ONDE) et est en compétition au 17e Festival international du film panafricain de Cannes en 2020.

## Filmographie

### Courts métrages
- 1988 : La Steppe
- 1991 : Dévoluy
- 1996 : La Terre promise
- 2000 : Pourquoi la biche pleure-elle ?
- 2004 : La Statue de la Vierge
- 2010 : Adieu à tout cela
- 2012 : Construire un feu
- 2016 : Tout, tout a continué

### Longs métrages
- 2009 : Avant-poste
- 2015 : Sac la mort
- 2019 : Maudit !